# Saint-Sulpice-de-Guilleragues
Saint-Sulpice-de-Guilleragues – miejscowość i gmina we Francji, w regionie Nowa Akwitania, w departamencie Żyronda. Nazwa miejscowości pochodzi od imienia św. Sulpicjusza.
Według danych na rok 1990 gminę zamieszkiwały 224 osoby, a gęstość zaludnienia wynosiła 33 osób/km² (wśród 2290 gmin Akwitanii Saint-Sulpice-de-Guilleragues plasuje się na 953. miejscu pod względem liczby ludności, natomiast pod względem powierzchni na miejscu 1297.).